# テプリッツ条約
テプリッツ条約（テプリッツじょうやく、英語: Treaty of Töplitz）、またはトプリッツ条約（トプリッツじょうやく、英: Treaty of Toplitz）は、1813年9月9日にテプリッツ（現チェコ領テプリツェ）で締結された、ロシア帝国、オーストリア帝国、プロイセン王国の間の条約。
条約の目的は反ナポレオン・ボナパルトの第六次対仏大同盟の設立と強化である。条約により、締結国は相互支援のために軍勢6万を提供することに同意、さらにワルシャワ公国の処遇についても合意した。
10月3日、イギリス（署名者第4代アバディーン伯爵）とオーストリア（署名者クレメンス・フォン・メッテルニヒ）の間で別の「テプリッツ条約」が締結され、その内容は同盟に向けた予備条約である。